# Coen de Koning
Coenradus Cornelis Josephus ("Coen") de Koning (Edam, 30 maart 1879 – Breda, 29 juli 1954) was een Nederlands schaatser. Hij was eenmaal wereldkampioen schaatsen en won tweemaal de Elfstedentocht.
De Koning was al op jonge leeftijd sportief actief, zowel op de schaats als de fiets. De Friese kampioen Albert van Wely ontdekte de jonge De Koning in 1902. Wely haalde de schaatsbond over om het talent naar een trainingskamp in Davos te sturen. De Koning bleek een zeer serieuze sportman, hij rookte niet en dronk geen druppel alcohol. Elke dag trainde hij zowel 's ochtends als 's avonds bijna een uur. Al deze trainingsarbeid maakte hem een uitstekende stayer.

## Wereldkampioenschap 1905
Het wereldkampioenschap van 1905 was in eerste instantie gepland voor 14 en 15 januari, vanwege inzettende dooi moest het echter worden uitgesteld. Een jaar eerder moest het toernooi definitief worden afgelast vanwege de dooi. In 1905 bleek de dooi echter niet door te zetten en een week later kon het toernooi toch doorgang vinden. Op dat moment bevindt De Koning zich echter op trainingskamp in
Davos, vanwege sneeuw kan hij daar niet veel trainen. Zodra hij hoort dat het wereldkampioenschap in Groningen zal plaatsvinden stapt hij in de trein en 36 uur later arriveert hij vermoeid in Nederland. Hij vertelt aan een journalist dat hij in goede conditie is, ondanks dat hij niet zoveel heeft kunnen trainen.
Voor het toernooi melden zich slechts vijf deelnemers. Naast De Koning schrijven ook G.L Bernhard (uit Amsterdam), Sietze de Waard (uit Groningen), Frans Schilling (uit Oostenrijk) en Martinus Lørdahl (uit Noorwegen) zich in. Schilling komt echter niet opdagen en het toernooi gaat dus van start met slechts vier deelnemers. Op zaterdag 21 januari om een uur 's middags vriest het een paar graden en waait er een zacht briesje als er onder grote publieke belangstelling gestart wordt op de vijfhonderd meter. Nadat de Koning eerst een voorsprong weet te nemen op Lørdahl, moet hij uiteindelijk toch de eer laten aan de Noor. Op de vijf kilometer zijn de rollen echter omgedraaid. De betere stayer, De Koning, neemt al snel afstand van zijn Noorse rivaal en wint uiteindelijk met ruim veertig seconden voorsprong. 
Op zondagochtend heeft de dooi wederom ingezet en is het ijs zeer zacht. Ook Bernhard trekt zich terug en slechts drie deelnemers starten op de belangrijke vijftienhonderd meter. In die tijd kon men alleen wereldkampioen worden door ten minste drie afstanden te winnen. Het is dus voor de stayer De Koning belangrijk dat hij de vijftienhonderd meter wint, wat hij inderdaad doet. Op de schaatsmijl komt hij opnieuw uit tegen Lørdahl. Het zware, zachte ijs werkt in het voordeel van de sterke De Koning, die met zijn korte slag duidelijk in het voordeel is. Tijdens de afsluitende tien kilometer is hij oppermachtig, hij zet Lørdahl op bijna twee rondjes. Met zijn derde overwinning pakt De Koning zijn wereldtitel. Hij wordt onder andere door Koningin Wilhelmina gefeliciteerd.
Het zou tot 1961 duren voor De Koning in Henk van der Grift een Nederlandse opvolger kreeg.

## Werelduurrecord
Een jaar na zijn wereldtitel doet De Koning in Davos een aanval op het werelduurrecord. Op dat moment staat het record op naam van de Engelsman Edington die tot 30.896 meter was gekomen. De Koning verplettert het record met bijna anderhalve kilometer: 32.370 meter. Dit record zou bijna vijftig jaar stand houden.
In februari 1947 doet Marius Strijbus in Amersfoort een aanval op het record van De Koning. Als Strijbus een paar rondes heeft gereden stapt plotseling iemand op de baan. Strijbus kan een botsing nog net voorkomen. Het onverwachte obstakel blijkt de dan bijna zeventigjarige De Koning te zijn. Zijn poging roet te gooien in de record poging van Strijbus is succesvol. Op 7 februari 1949 lukt het Strijbus in Hamar alsnog om het record uit de boeken te rijden.

## Elfstedentochten

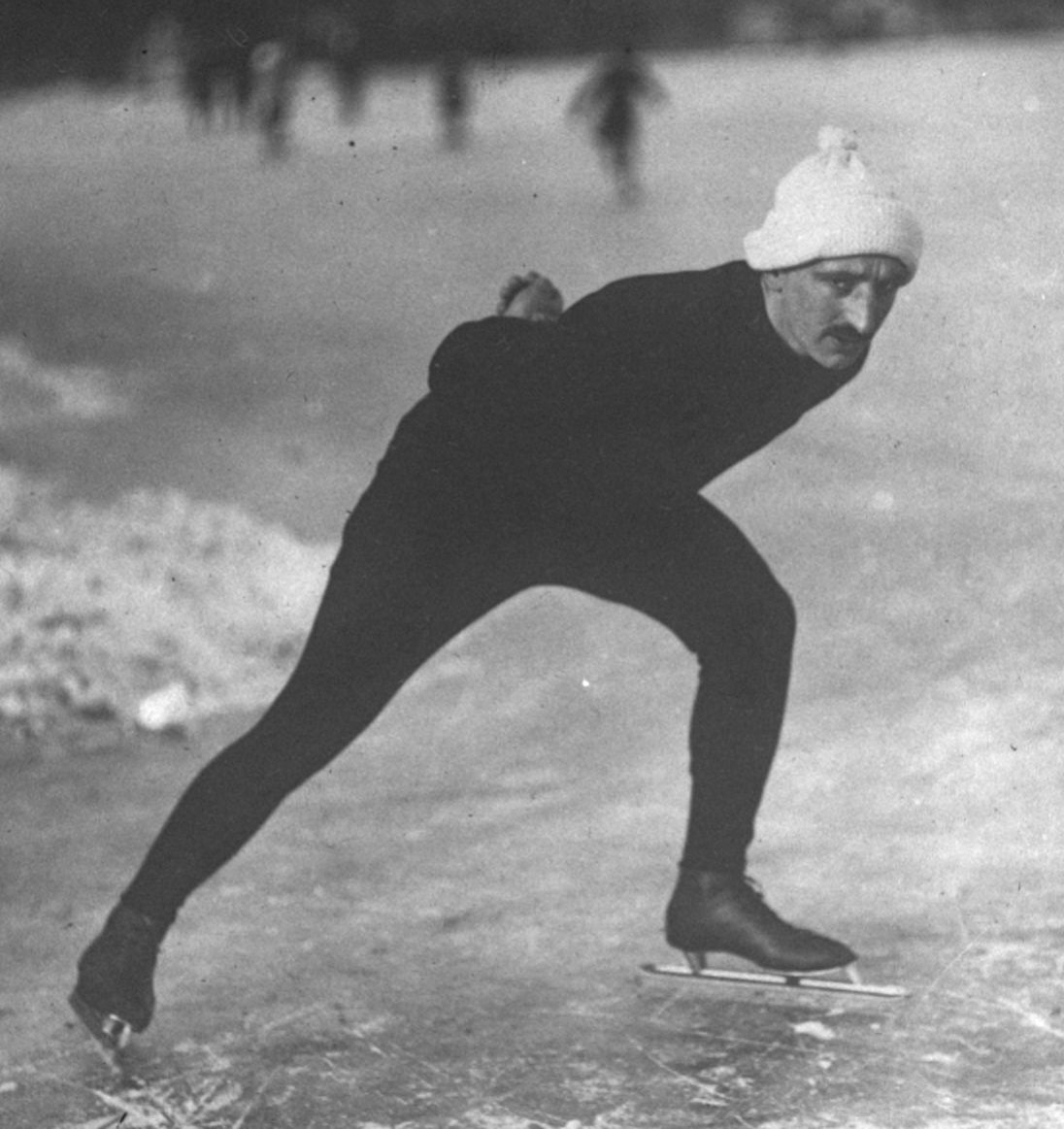
De Koning (1914)

De tweede Elfstedentocht in 1912 wordt gereden op dooi-ijs. De Koning ligt samen met Jetze Jan Keizer aan kop. Bij Workum heeft De Koning een inzinking, maar Keizer wacht en samen vervolgen ze de tocht. Op het Slotermeer heeft Keizer het zwaar en hij vraagt De Koning om een korte rustpauze. In plaats van rustig aan te doen, plaatst De Koning een vlammende demarrage en rijdt hij Keizer op deze manier op een onoverbrugbare achterstand.
Na de race werd De Koning door een achtervolger Jan Ferwerda er van beschuldigd dat hij zich door een gids zou hebben laten voortrekken. Het officiële protest werd afgewezen, maar De Koning vond dat zijn goede naam besmeurd was. Hij zei dat hij Ferwerda dit nooit zou vergeven.
Vijf jaar later meldde de Koning zich aan de vooravond van de volgende Elfstedentocht in Leeuwarden. Hij zei dat hij slechts op doorreis was en niet zou deelnemen aan deze editie. Toen hij vernam dat Ferwerda wel van de partij was besloot hij alsnog mee te doen. In een nieuwe recordtijd van 9 uur 53 wist hij zijn titel te verdedigen. Hij verpletterde de concurrentie. Zijn voorsprong op de nummer twee was 27 minuten en op Ferwerda zelfs 1 uur en 56 minuten.

## Overige kampioenschappen en records
De Koning heeft ook aan twee Europese kampioenschappen meegedaan (in 1904 en 1906), en drie Nederlandse kampioenschappen (in 1903, 1905 en 1912). Alle Nederlandse kampioenschappen heeft hij gewonnen. Zijn nationaal records op de 500 en 10.000 meter uit het jaar 1905 hebben langer dan 20 jaar stand gehouden, totdat deze respectievelijk in 1926 en 1929 werden verbroken.

## Dynastie
Coen de Koning was de eerste in een ware schaatsdynastie.

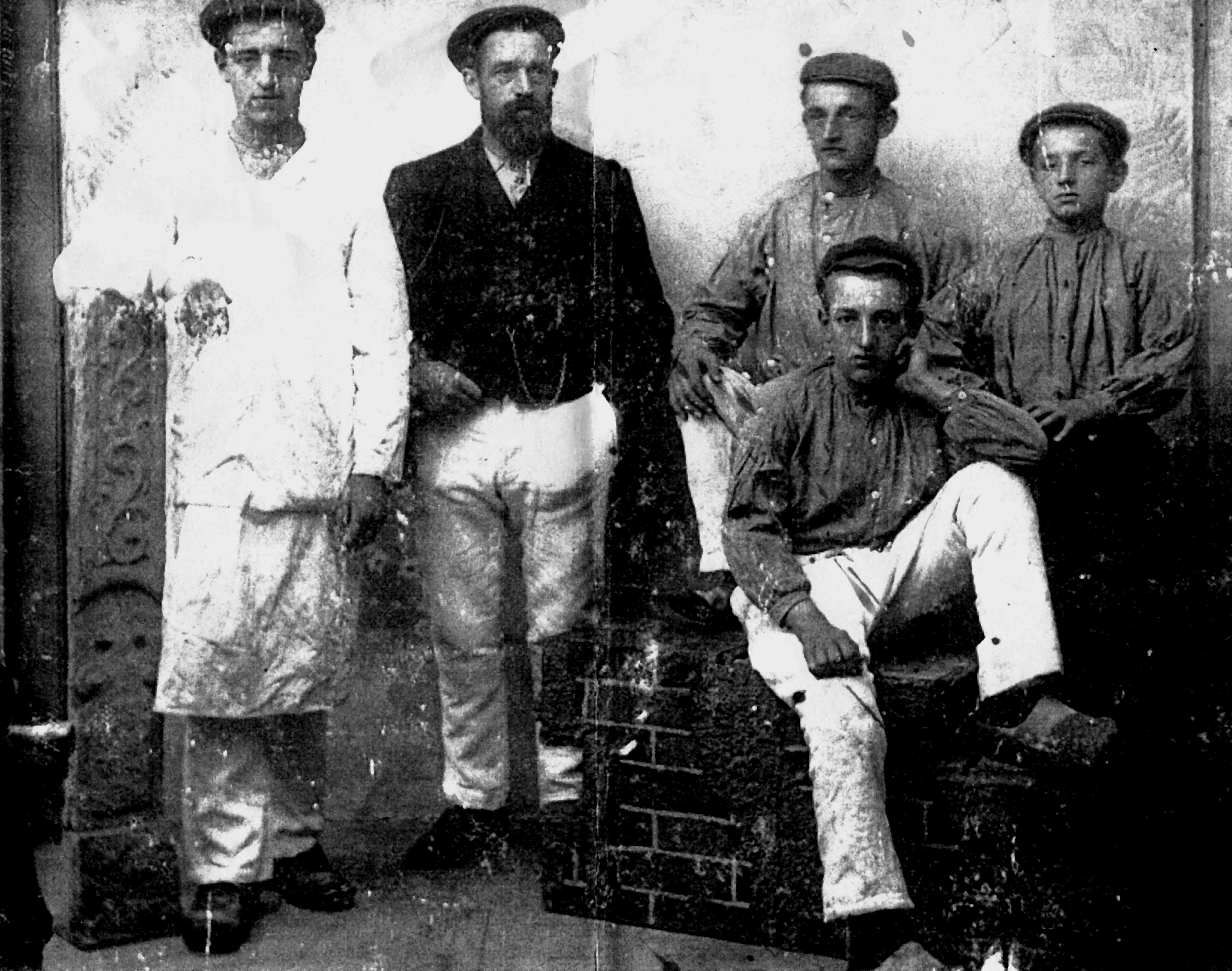
Jacobus de Koning met vier zoons. Coen links, Jacques rechts zittend. Edam ca. 1900

### Stamboom
|                                                   |                                                   |                                                   |                                                   | Jacobus de Koning 1850 - 1936                     | Jacobus de Koning 1850 - 1936                     | Jacobus de Koning 1850 - 1936           | Jacobus de Koning 1850 - 1936           | Jacobus de Koning 1850 - 1936           | Jacobus de Koning 1850 - 1936           |                             |                             | Catharina Maria Elisabeth Turkenburg 1858 - 1929 | Catharina Maria Elisabeth Turkenburg 1858 - 1929 | Catharina Maria Elisabeth Turkenburg 1858 - 1929 | Catharina Maria Elisabeth Turkenburg 1858 - 1929 | Catharina Maria Elisabeth Turkenburg 1858 - 1929 | Catharina Maria Elisabeth Turkenburg 1858 - 1929 |                                      |                                      |                                      |                                      |                        |                        |                                    |                                    |                                    |                                    |                                               |                                               |                                               |                                               |                                               |                                               |  |  |         |         |         |         |         |         |
|                                                   |                                                   |                                                   |                                                   | Jacobus de Koning 1850 - 1936                     | Jacobus de Koning 1850 - 1936                     | Jacobus de Koning 1850 - 1936           | Jacobus de Koning 1850 - 1936           | Jacobus de Koning 1850 - 1936           | Jacobus de Koning 1850 - 1936           |                             |                             | Catharina Maria Elisabeth Turkenburg 1858 - 1929 | Catharina Maria Elisabeth Turkenburg 1858 - 1929 | Catharina Maria Elisabeth Turkenburg 1858 - 1929 | Catharina Maria Elisabeth Turkenburg 1858 - 1929 | Catharina Maria Elisabeth Turkenburg 1858 - 1929 | Catharina Maria Elisabeth Turkenburg 1858 - 1929 |                                      |                                      |                                      |                                      |                        |                        |                                    |                                    |                                    |                                    |                                               |                                               |                                               |                                               |                                               |                                               |  |  |         |         |         |         |         |         |
|                                                   |                                                   |                                                   |                                                   |                                                   |                                                   |                                         |                                         |                                         |                                         |                             |                             |                                                  |                                                  |                                                  |                                                  |                                                  |                                                  |                                      |                                      |                                      |                                      |                        |                        |                                    |                                    |                                    |                                    |                                               |                                               |                                               |                                               |                                               |                                               |  |  |         |         |         |         |         |         |
|                                                   |                                                   |                                                   |                                                   |                                                   |                                                   |                                         |                                         |                                         |                                         |                             |                             |                                                  |                                                  |                                                  |                                                  |                                                  |                                                  |                                      |                                      |                                      |                                      |                        |                        |                                    |                                    |                                    |                                    |                                               |                                               |                                               |                                               |                                               |                                               |  |  |         |         |         |         |         |         |
| Coenradus Cornelis Josephus de Koning 1879 - 1954 | Coenradus Cornelis Josephus de Koning 1879 - 1954 | Coenradus Cornelis Josephus de Koning 1879 - 1954 | Coenradus Cornelis Josephus de Koning 1879 - 1954 | Coenradus Cornelis Josephus de Koning 1879 - 1954 | Coenradus Cornelis Josephus de Koning 1879 - 1954 |                                         |                                         | Petronella Boot 1858 - 1930             | Petronella Boot 1858 - 1930             | Petronella Boot 1858 - 1930 | Petronella Boot 1858 - 1930 | Petronella Boot 1858 - 1930                      | Petronella Boot 1858 - 1930                      |                                                  |                                                  | Jacobus Petrus de Koning 1885 - 1962             | Jacobus Petrus de Koning 1885 - 1962             | Jacobus Petrus de Koning 1885 - 1962 | Jacobus Petrus de Koning 1885 - 1962 | Jacobus Petrus de Koning 1885 - 1962 | Jacobus Petrus de Koning 1885 - 1962 |                        |                        | Maria van Schaik 1882 - 1929       | Maria van Schaik 1882 - 1929       | Maria van Schaik 1882 - 1929       | Maria van Schaik 1882 - 1929       | Maria van Schaik 1882 - 1929                  | Maria van Schaik 1882 - 1929                  |                                               |                                               |                                               |                                               |  |  |         |         |         |         |         |         |
| Coenradus Cornelis Josephus de Koning 1879 - 1954 | Coenradus Cornelis Josephus de Koning 1879 - 1954 | Coenradus Cornelis Josephus de Koning 1879 - 1954 | Coenradus Cornelis Josephus de Koning 1879 - 1954 | Coenradus Cornelis Josephus de Koning 1879 - 1954 | Coenradus Cornelis Josephus de Koning 1879 - 1954 |                                         |                                         | Petronella Boot 1858 - 1930             | Petronella Boot 1858 - 1930             | Petronella Boot 1858 - 1930 | Petronella Boot 1858 - 1930 | Petronella Boot 1858 - 1930                      | Petronella Boot 1858 - 1930                      |                                                  |                                                  | Jacobus Petrus de Koning 1885 - 1962             | Jacobus Petrus de Koning 1885 - 1962             | Jacobus Petrus de Koning 1885 - 1962 | Jacobus Petrus de Koning 1885 - 1962 | Jacobus Petrus de Koning 1885 - 1962 | Jacobus Petrus de Koning 1885 - 1962 |                        |                        | Maria van Schaik 1882 - 1929       | Maria van Schaik 1882 - 1929       | Maria van Schaik 1882 - 1929       | Maria van Schaik 1882 - 1929       | Maria van Schaik 1882 - 1929                  | Maria van Schaik 1882 - 1929                  |                                               |                                               |                                               |                                               |  |  |         |         |         |         |         |         |
|                                                   |                                                   |                                                   |                                                   |                                                   |                                                   |                                         |                                         |                                         |                                         |                             |                             |                                                  |                                                  |                                                  |                                                  |                                                  |                                                  |                                      |                                      |                                      |                                      |                        |                        |                                    |                                    |                                    |                                    |                                               |                                               |                                               |                                               |                                               |                                               |  |  |         |         |         |         |         |         |
|                                                   |                                                   |                                                   |                                                   |                                                   |                                                   |                                         |                                         |                                         |                                         |                             |                             |                                                  |                                                  |                                                  |                                                  |                                                  |                                                  |                                      |                                      |                                      |                                      |                        |                        |                                    |                                    |                                    |                                    |                                               |                                               |                                               |                                               |                                               |                                               |  |  |         |         |         |         |         |         |
|                                                   |                                                   |                                                   |                                                   | Jacobus Petrus Coenradus de Koning 1907           | Jacobus Petrus Coenradus de Koning 1907           | Jacobus Petrus Coenradus de Koning 1907 | Jacobus Petrus Coenradus de Koning 1907 | Jacobus Petrus Coenradus de Koning 1907 | Jacobus Petrus Coenradus de Koning 1907 |                             |                             | Jacobus de Koning 1921                           | Jacobus de Koning 1921                           | Jacobus de Koning 1921                           | Jacobus de Koning 1921                           | Jacobus de Koning 1921                           | Jacobus de Koning 1921                           |                                      |                                      | onbekend                             | onbekend                             | onbekend               | onbekend               | onbekend                           | onbekend                           |                                    |                                    | Adrianus Jacobus Petrus de Koning 1928 - 2010 | Adrianus Jacobus Petrus de Koning 1928 - 2010 | Adrianus Jacobus Petrus de Koning 1928 - 2010 | Adrianus Jacobus Petrus de Koning 1928 - 2010 | Adrianus Jacobus Petrus de Koning 1928 - 2010 | Adrianus Jacobus Petrus de Koning 1928 - 2010 |  |  | Paulien | Paulien | Paulien | Paulien | Paulien | Paulien |
|                                                   |                                                   |                                                   |                                                   | Jacobus Petrus Coenradus de Koning 1907           | Jacobus Petrus Coenradus de Koning 1907           | Jacobus Petrus Coenradus de Koning 1907 | Jacobus Petrus Coenradus de Koning 1907 | Jacobus Petrus Coenradus de Koning 1907 | Jacobus Petrus Coenradus de Koning 1907 |                             |                             | Jacobus de Koning 1921                           | Jacobus de Koning 1921                           | Jacobus de Koning 1921                           | Jacobus de Koning 1921                           | Jacobus de Koning 1921                           | Jacobus de Koning 1921                           |                                      |                                      | onbekend                             | onbekend                             | onbekend               | onbekend               | onbekend                           | onbekend                           |                                    |                                    | Adrianus Jacobus Petrus de Koning 1928 - 2010 | Adrianus Jacobus Petrus de Koning 1928 - 2010 | Adrianus Jacobus Petrus de Koning 1928 - 2010 | Adrianus Jacobus Petrus de Koning 1928 - 2010 | Adrianus Jacobus Petrus de Koning 1928 - 2010 | Adrianus Jacobus Petrus de Koning 1928 - 2010 |  |  | Paulien | Paulien | Paulien | Paulien | Paulien | Paulien |
|                                                   |                                                   |                                                   |                                                   |                                                   |                                                   |                                         |                                         |                                         |                                         |                             |                             |                                                  |                                                  |                                                  |                                                  |                                                  |                                                  |                                      |                                      |                                      |                                      |                        |                        |                                    |                                    |                                    |                                    |                                               |                                               |                                               |                                               |                                               |                                               |  |  |         |         |         |         |         |         |
|                                                   |                                                   |                                                   |                                                   |                                                   |                                                   |                                         |                                         |                                         |                                         |                             |                             |                                                  |                                                  |                                                  |                                                  | Jacques de Koning 1950                           | Jacques de Koning 1950                           | Jacques de Koning 1950               | Jacques de Koning 1950               | Jacques de Koning 1950               | Jacques de Koning 1950               |                        |                        | Geertruida Catharina Dijkstra 1951 | Geertruida Catharina Dijkstra 1951 | Geertruida Catharina Dijkstra 1951 | Geertruida Catharina Dijkstra 1951 | Geertruida Catharina Dijkstra 1951            | Geertruida Catharina Dijkstra 1951            |                                               |                                               |                                               |                                               |  |  |         |         |         |         |         |         |
|                                                   |                                                   |                                                   |                                                   |                                                   |                                                   |                                         |                                         |                                         |                                         |                             |                             |                                                  |                                                  |                                                  |                                                  | Jacques de Koning 1950                           | Jacques de Koning 1950                           | Jacques de Koning 1950               | Jacques de Koning 1950               | Jacques de Koning 1950               | Jacques de Koning 1950               |                        |                        | Geertruida Catharina Dijkstra 1951 | Geertruida Catharina Dijkstra 1951 | Geertruida Catharina Dijkstra 1951 | Geertruida Catharina Dijkstra 1951 | Geertruida Catharina Dijkstra 1951            | Geertruida Catharina Dijkstra 1951            |                                               |                                               |                                               |                                               |  |  |         |         |         |         |         |         |
|                                                   |                                                   |                                                   |                                                   |                                                   |                                                   |                                         |                                         |                                         |                                         |                             |                             |                                                  |                                                  |                                                  |                                                  |                                                  |                                                  |                                      |                                      |                                      |                                      |                        |                        |                                    |                                    |                                    |                                    |                                               |                                               |                                               |                                               |                                               |                                               |  |  |         |         |         |         |         |         |
|                                                   |                                                   |                                                   |                                                   |                                                   |                                                   |                                         |                                         |                                         |                                         |                             |                             |                                                  |                                                  |                                                  |                                                  |                                                  |                                                  |                                      |                                      | Jacques de Koning 1981               | Jacques de Koning 1981               | Jacques de Koning 1981 | Jacques de Koning 1981 | Jacques de Koning 1981             | Jacques de Koning 1981             |                                    |                                    | Esther                                        | Esther                                        | Esther                                        | Esther                                        | Esther                                        | Esther                                        |  |  |         |         |         |         |         |         |
|                                                   |                                                   |                                                   |                                                   |                                                   |                                                   |                                         |                                         |                                         |                                         |                             |                             |                                                  |                                                  |                                                  |                                                  |                                                  |                                                  |                                      |                                      | Jacques de Koning 1981               | Jacques de Koning 1981               | Jacques de Koning 1981 | Jacques de Koning 1981 | Jacques de Koning 1981             | Jacques de Koning 1981             |                                    |                                    | Esther                                        | Esther                                        | Esther                                        | Esther                                        | Esther                                        | Esther                                        |  |  |         |         |         |         |         |         |

### Prestaties
| Naam                                            | geboorte- datum | Elfste- dentocht             | Olympische spelen                           | WK allround | WK sprint        | EK allround       | NK allround                   | NK kortebaan       | NK sprint                 |
| ----------------------------------------------- | --------------- | ---------------------------- | ------------------------------------------- | ----------- | ---------------- | ----------------- | ----------------------------- | ------------------ | ------------------------- |
| Coenradus "Coen" Cornelis Josephus de Koning    | 30-03-1879      | 1912 · 1917                  |                                             | 1905        |                  | 1904 (2) 1906 (3) | 1903 · 1905 · 1912            |                    |                           |
| Jacobus "Sjaak" Petrus de Koning                | 03-03-1885      |                              |                                             |             |                  |                   | 1912 · 1914 · 1917 · 1919     |                    |                           |
| Jacobus "Sjaak" Petrus Coenradus de Koning      | 05-12-1907      |                              |                                             |             |                  |                   | 1942 25e                      |                    |                           |
| Jacobus "Jacques" de Koning                     | 14-09-1912      |                              |                                             |             |                  |                   |                               |                    |                           |
| Adrianus "Aad" Jacobus Petrus de Koning         | 25-12-1928      | 1954 · 1956 (1) DQ · 1963 8e | 1948 23e 500m 1948 25e 1500m 1948 20e 5000m |             |                  | 1951 14e          | 1947 NC                       |                    |                           |
| Jacques "Sjaak" de Koning                       | 01-04-1950      |                              |                                             |             |                  |                   | o.a. 1972 9e 1974 8e          |                    |                           |
| Geertruida "Truus" Catharina de Koning-Dijkstra | 24-02-1951      |                              |                                             | 1974 12e    |                  | 1974 6e           | o.a. 1972 10e 1974 4e 1975 8e | 1971 · 1972 · 1973 | 1974 12e                  |
| Jacques de Koning                               | 09-12-1981      |                              |                                             |             | 2005 24e 2008 8e |                   | 2002 5e                       |                    | o.a. · 2003 · 2005 · 2008 |

## Records

### Persoonlijke records
| Afstand      | Tijd    | Datum           | Baan         |
| ------------ | ------- | --------------- | ------------ |
| 500 meter    | 48,4    | 27 januari 1906 | Davos        |
| 1500 meter   | 2.32,6  | 28 januari 1906 | Davos        |
| 3000 meter   | 5.49,7  | 15 januari 1924 | Sankt Moritz |
| 5000 meter   | 9.16,8  | 27 januari 1906 | Davos        |
| 10.000 meter | 18.50,2 | 28 januari 1906 | Davos        |

### Wereldrecords
| Nr. | Afstand         | Afstand   | Datum           | Baan  |
| --- | --------------- | --------- | --------------- | ----- |
| 1.  | Werelduurrecord | 32.370 m* | 29 januari 1906 | Davos |

| * | = officieus wereldrecord |

## Resultaten
| Jaar | NK Allround | EK Allround | WK Allround |
| ---- | ----------- | ----------- | ----------- |
| 1903 | Goud        | -           | -           |
| 1904 | -           | Zilver      | -           |
| 1905 | Goud        | -           | Goud        |
| 1906 | -           | Brons       | -           |
| 1907 | -           | -           | -           |
| 1908 | -           | -           | -           |
| 1909 | -           | -           | -           |
| 1910 | -           | -           | -           |
| 1911 | -           | -           | -           |
| 1912 | Goud        | -           | -           |
| 1913 | -           | -           | -           |
| 1914 | -           | -           | -           |
| 1915 | -           | -           | -           |
| 1916 | -           | -           | -           |
| 1917 | -           | -           | -           |
| 1918 | -           | -           | -           |
| 1919 | 4e          | -           | -           |

### Medaillespiegel
| Kampioenschap | Goud | Zilver | Brons |
| ------------- | ---- | ------ | ----- |
| NK Allround   | 3    | 0      | 0     |
| EK Allround   | 0    | (1)    | (1)   |
| WK Allround   | 1    | 0      | 0     |